# Vertikale
Vertikale is een nieuwsbrief voor de leden van het bestuur en de actievelingen van de Vlaamse Esperantobond (VEB).
De nieuwsbrief Vertikale verscheen voor het eerst in de zomer van 1992, als opvolger van Informilo, dat zichzelf in mei 1981, kort na de stichting van de Vlaamse Esperantobond, voorstelde als 'novaĵbulteno por la kadromembroj de FEL' (nieuwsbrief voor de kaderleden van de VEB). Het was ook het Esperantotijdschrift van de VEB, naast het Nederlandstalige Horizontaal.
Ondertussen is er veel veranderd. Communicatie en discussie tussen actieve leden gebeuren niet meer via brieven en tijdschriften, maar via discussiegroepen en e-mail. Vlaamse regelgeving eist dat de verslagen van de bestuurs- en algemene vergaderingen in het Nederlands in plaats van in het Esperanto gepubliceerd worden. Deze verslagen vormen nu de hoofdbrok van Vertikale en zo is het ook een Nederlandstalig tijdschrift geworden.
De nieuwe vzw-wet vereist dat een vereniging een register bijhoudt waarin de leden de verslagen kunnen raadplegen. Dit lijkt de nieuwe rol van Vertikale geworden te zijn.